# Deià
Deià là một đô thị trên đảo Mallorca, thuộc quần đảo Baleares, Tây Ban Nha.

## "Làng nghệ sĩ của Mallorca"
Từ đầu thế kỷ trước, ở Deià đã có nhiều nhà nghệ sĩ (họa sĩ, văn sĩ, nhạc sĩ, và tài tử phim ảnh) như Peter Ustinov, Ava Gardner, Pablo Picasso, Robert von Ranke-Graves, Ulrich Leman, William Waldren, Santiago Rusiñol, Daevid Allen, Andrew Lloyd Webber, Mati Klarwein, Kevin Ayers, Pierce Brosnan und Anaïs Nin) tới đây ở, cho nên làng này còn được gọi là "Làng nghệ sĩ của Mallorca". Muộn nhất là đến khi tài tử Mỹ Michael Douglas mua nông trang S’Estaca gần nông trại Son Marroig gần Deià, thì làng này trở nên một địa điểm du khách thích tới tham quan.
Vào ngày 20 tháng 7 năm 2006, Viện bảo tàng Robert-Graves được khai trương. Tại nông trang Ca n’Alluny do Robert von Ranke-Graves xây dựng vào năm 1932 và sau này được tu bổ hoàn toàn trở lại, người ta có thể xem những bản thảo nguyên gốc và những đồ vật cá nhân của ông, cũng như những triển lãm khác.
Deià còn có hai bãi tắm biển.
Đi ngang qua Deià là con đường đi bộ đường dài Fernwanderweg GR 221, Refugi de Can Boi được dùng làm nơi cư trú cho những người đi bộ. 

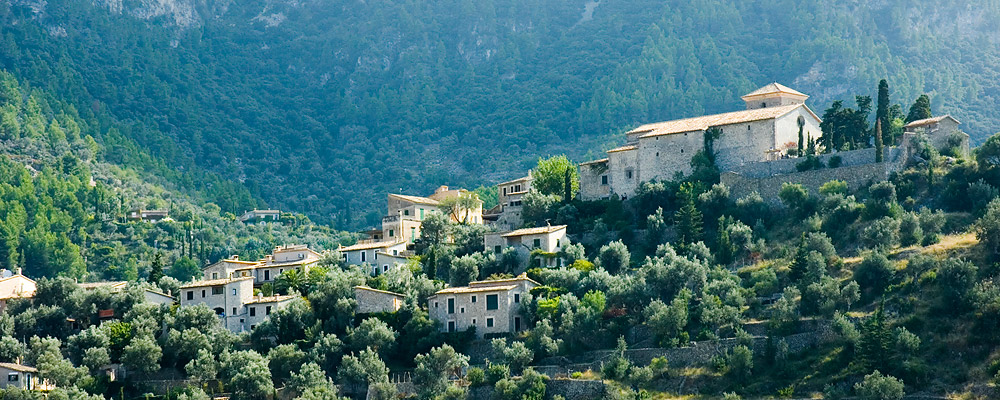
Deià

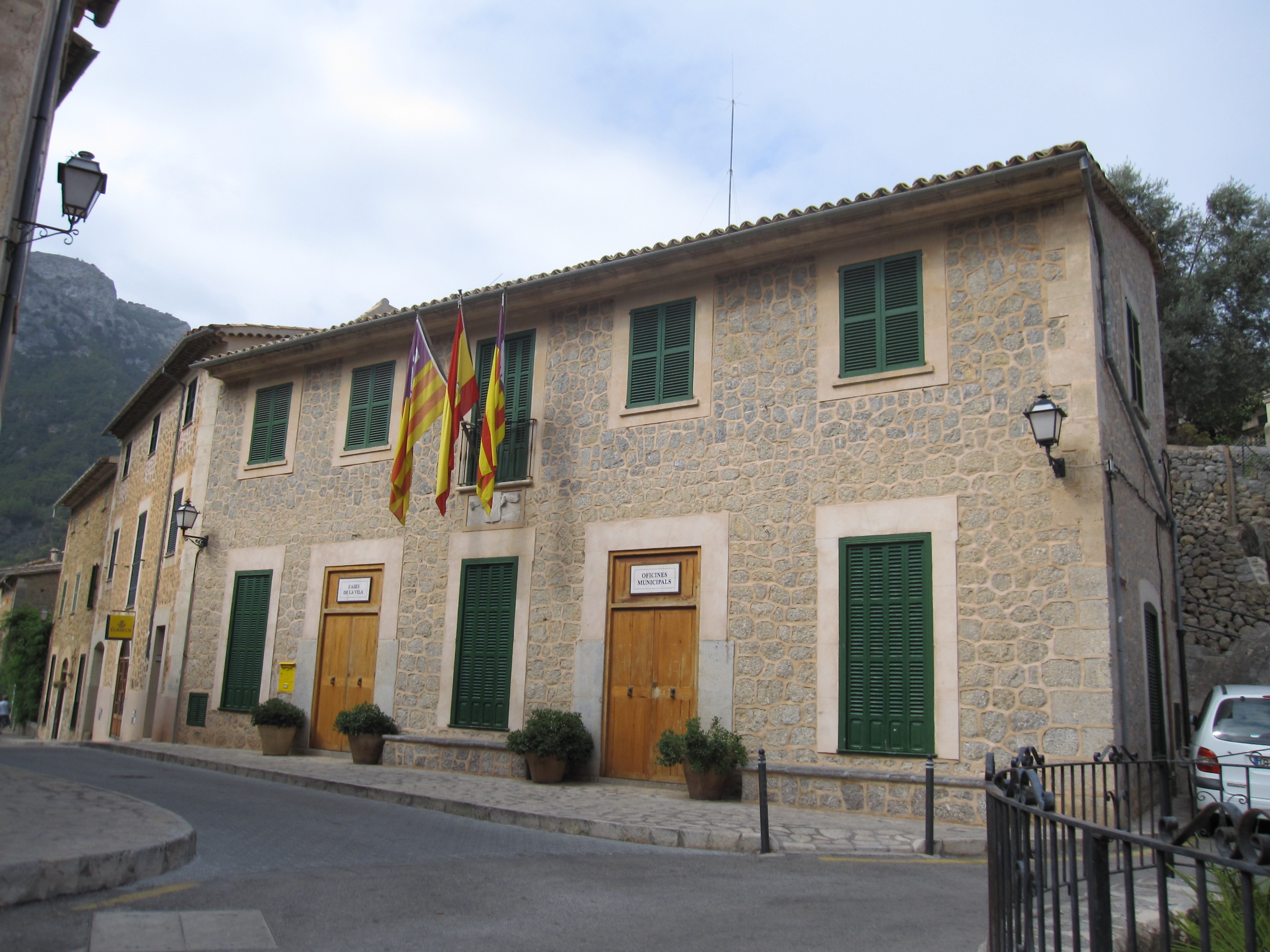
Thị sảnh của Deià